# Nagrobek Stefana Batorego
Nagrobek Stefana Batorego znajduje się w kaplicy Mariackiej na Wawelu. Nagrobek wykonał Santi Gucci w 1595 roku.
W związku z tym nagrobkiem zachowała się umowa między Anną Jagiellonką a Santim Guccim z 5 maja 1594 roku. Dotyczyła przebudowy kaplicy mariackiej, a także zawierała opis nagrobka artysty, który okazał się nie być do końca zgodny z wyglądem pomnika dziś.
Stefan Batory zmarł w Grodnie 12 grudnia 1586 roku i początkowo zwłoki pochowano w Łobzowie. Następnie przeniesiono je do kaplicy Najświętszej Marii Panny przy katedrze wawelskiej, którą w sześć lat później zaczęto przekształcać  na nagrobne mauzoleum.
Kapituła Krakowska zezwoliła na umieszczenie nagrobka, którego jedyną fundatorką była jego żona Anna Jagiellonka. Przekształcając kaplicę na królewskie mauzoleum, uszanowano w znacznym stopniu jej gotycką strukturę, pozostawiono sklepienie o trójkątnych przęsłach i wysokie ostrołukowe arkady wejścia, .

## Opis nagrobka
Nagrobek wykonany został z białego pińczowskiego kamienia, czerwonego marmuru węgierskiego i alabastru. Jest to nagrobek w typie trójdzielnym z zupełnym zaprzeczeniem idei klasycyzmu. Jego kompozycja jest trójosiowa, oparta na zredukowanym schemacie łuku triumfalnego z wysokim cokołem i dekoracyjnym zwieńczeniem.
Zasadnicze podziały nagrobka wyznacza jego podstawa, wysoki, dwukondygnacyjny cokół o wybrzuszonej na kształt sarkofagu kondygnacji górnej. Kolumny natomiast rozgraniczają zasadnicze części pomnika. Podział, który istnieje między nimi dzieli się na trzy płytkie wnęki o archiwoltach wspartych na filarach co  powtarza właśnie schemat łuku triumfalnego.  Arkada środkowa, szeroka  i wysoka, przeciągnięta gzymsem, dzieli się na dwie części: dolną wypełnia całkowicie płyta prostokątna z wypukło-rzeźbioną figurą króla, górna w kształcie lunety, przeznaczona na umieszczenie tablicy z napisem, podtrzymywanej przez aniołki. W bocznych wnękach ustawiono posagi z białego kamienia pińczowskiego, personifikujące cnoty zmarłego, Roztropność i Męstwo. Postaci nie mieszczą się w niszach, stoją w lekkim kontrapoście, ubrane w antykizowane szaty prezentują w dłoniach swoje atrybuty: węża i gołębia oraz kolumnę i lwa.
Środkowa, górna część wyróżnia się swoimi rozmiarami i dominantą jaką jest tympanon wypełniony kartuszami herbowymi: herby Polski, Litwy i Sforzów z inicjałami Anny Jagiellonki.

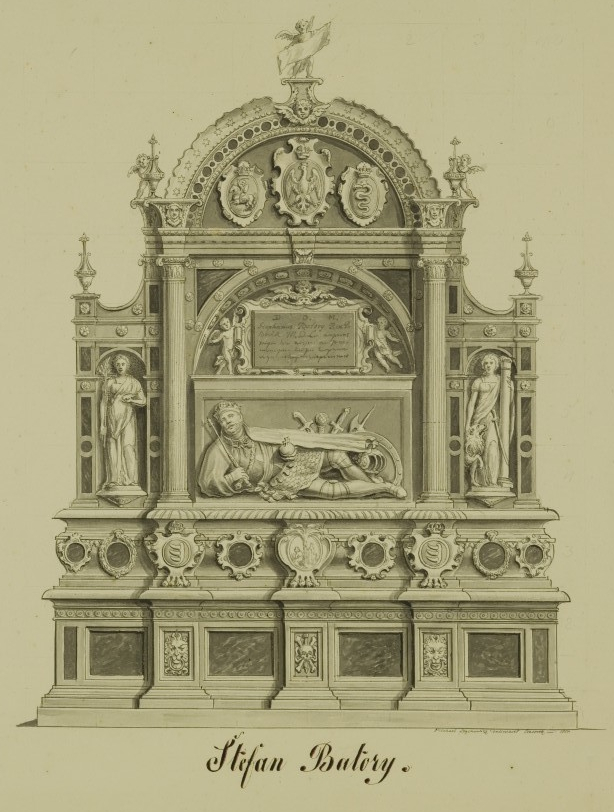
Nagrobek Stefana Batorego w kaplicy Mariackiej na Wawelu

Bogata i zróżnicowana, w znacznej mierze wyrażająca treści symboliczne, dekoracja nagrobka, jest podporządkowana jego architekturze, lecz jednocześnie ją przesłania. Tworzą ja przede wszystkim zwijane, wsparte na lwich łapach  kartusze nałożone na postumenty cokołu, z których dwa z herbem Batorych Wilcze Zęby, stanowią korzenie kolumn. Środkowy wypełnia alegoryczna scena przejęta z medalu sławiącego króla za odzyskanie Inflant w 1582 roku. Postumenty dolnej części cokołu zdobią maski lwów po obu stronach, pośrodku czaszka z piszczelami. Te elementy ułożone po trzy stanowią osiowość pomnika.
Zakończeniu szczytu odpowiadały nieistniejące już figurki aniołów ustawione na nasadnikach na osiach kolumn, a kompozycję tę dopełniają wmurowane w ścianę za tympanonem bogate panoplia i smukłe dwuuszne amfory płomieniste, wieńczące postumenty bocznych spływów.
Oprócz tych zasadniczych akcentów, całą niemal powierzchnię nagrobka zdobi drobna ornamentacja, która rozbija płaszczyzny, a barwnością przypomina dzieło malarskie (kartusze, przeznaczone na napisy, marmurowe wstawki, rzędy płaskich listków podpierających niejako gzymsy, kobiece główki, maszkaron nad tablicą i rozetki).

### Figura Batorego
Stanowiąca główny akcent nagrobka, marmurowa płyta z wypukło-rzeźbioną figurą zmarłego władcy została umieszczona w części centralnej. Uderza daleka od naturalizmu, wystudiowaną pozą postaci i traktowaniem płaszczyznowo – linearnym  i zarazem precyzyjnym odkuciem szczegółów. Takie płaszczyznowe ujęcie było wynikiem odejścia i zaniku nagrobka tumbowego, wolnostojącego i związanie pomnika grobowego z murami wnętrza kaplicy.
Król spoczywa na wznak, lecz z torsem wspartym na prawej ręce, głowę ma uniesioną, a nogi skrzyżowane. Przedstawiony w bogatej, pełnej zbroi, ma ornamentowany pancerz, krótką, wzorzystą spódnicę kaftana. W królewskim płaszczu w lewej ręce trzyma jabłko, w prawej berło. Uroczystego stroju dopełnia korona, łańcuch i szarfa na piersiach. Te atrybuty jak i strój króla zostały ściśle podporządkowane kompozycyjnym zasadom ożywionego i nienaturalnego układu figury. Stalowy napierśnik wygina się pod ciężarem ciała, płaszcz tworzy pod łokciem muszlowate wygięcie, równoważąc wraz z księgą wystające stopy po przeciwnej stronie.
Twarz zmarłego o wysokim czole i niewielkim nosie, a także wysoko podniesionych łukach brwiowych i długich wąsach jest zgodna z portretami Stefana Batorego. Ręce też wskazują na trafną obserwację modela. Modelunek głowy i rąk przejawia się w linearno-płaszczyznowym traktowaniu o charakterystycznej stylizacji, który cechuje całą kompozycję nagrobka.
Włosy złożone są jakby z drobnych łusek, okalają twarz, a łuki brwi przerywają drobne nacięcia, które bardziej markują niż odtwarzają włosy. Jeszcze bardziej graficzne są zmarszczki, które przypominają miedzioryty, przekreślają one falistymi kreskami czoło i powieki zamkniętych oczu. Batory ukazany jest jako wódz.